# Popcirkus
Popcirkus var ett musikprogram som ursprungligen sändes i SVT under perioden 28 januari till 1 april 2009

## Upplägg
I programmet blandades artistuppträdande, humor och musikhistoria (ofta från Berlin). Programledare var Kristian Luuk och Per Sinding-Larsen. Humorinslagen kom i form av den välorganiserade chilenska apan Alejandro Fuentes Bergström.
I maj 2009 meddelade SVT att ingen andra säsong skulle sändas, och programmet lades ned.

### Fotnoter
1. ↑  ”Poprickus”. Svensk mediedatabas. 28 januari 2009. https://smdb.kb.se/catalog/id/002450948. Läst 4 juli 2011.
2. ↑  ”Poprickus”. Svensk mediedatabas. 1 april 2009. https://smdb.kb.se/catalog/id/002478007. Läst 4 juli 2011.
3. ↑  Sandra Wejbro (7 maj 2009). ”SVT lägger ned Popcirkus” (på svenska). Aftonbladet. https://www.aftonbladet.se/nojesbladet/tv/a/EobRn5/svt-lagger-ned-popcirkus. Läst 10 februari 2020.